# Cyathea milnei
Cyathea milnei är en ormbunkeart som beskrevs av J. D. Hook. Cyathea milnei ingår i släktet Cyathea och familjen Cyatheaceae. Inga underarter finns listade.